# Ana Soklič
Ana Soklič (Ljubljana, 10 april 1984), ook bekend als Anna Sokličh, is een Sloveense singer-songwriter.

## Biografie
Soklič was al op jonge leeftijd bezig met muziek. Ze studeerde opera en jazz aan de muziekacademie.
Soklič vormde samen met Bojan Simončič en Gašper Kačar de alternatieve rockgroep Diona Dimm, waarmee ze twee maal deelnam aan EMA, de Sloveense voorronde voor het Eurovisie songfestival. In 2004 met het lied If You dat als achtste eindigde en in 2007 met het lied Oče. De groep kreeg een driejarig platencontract bij het Zweedse TMC, dat in 2011 afliep.
In 2012 nam Soklič deel aan de eerste editie van de Sloveense X Factor. Een jaar later bracht ze het nummer Naj Muzika Igra uit. 
In 2020 won ze EMA met het lied Voda. Hiermee zou ze voor Slovenië mogen deelnemen aan het Eurovisiesongfestival 2020. Het festival werd evenwel geannuleerd. Ze werd vervolgens door de Sloveense openbare omroep intern geselecteerd voor deelname aan het Eurovisiesongfestival 2021. Ze vroeg bekende componisten een nummer voor haar te schrijven en liet een selectiecommissie uit 191 inzendingen één nummer kiezen. De keuze viel op Amen. Het nummer kon tijdens de eerste halve finale op 18 mei 2021 geen finaleplaats bemachtigen.

## Discografie
- If You (2004), met Diona Dim
- Oče (2007), met Diona Dimm
- Naj Muzika Igra (2013)
- Temni Svet (2019)
- Voda (2020)
- Amen (2021)